# 大阪市立島屋小学校
大阪市立島屋小学校（おおさかしりつ しまや しょうがっこう）は、大阪府大阪市此花区島屋2丁目にある公立小学校。

## 概要
此花区西部の工業地帯に立地し、学校の周囲は住友系の工場で囲まれている。ユニバーサル・スタジオ・ジャパンは同校の校区内にある。近隣の学校を分離再編する形で1922年に開校した。

## 沿革
地域が工業地帯として発展したことに伴い地域人口も増加したため、従来の大阪市四貫島尋常高等小学校（現在の大阪市立四貫島小学校）および大阪市春日出尋常高等小学校（1947年廃校）の2校の校区を再編して、1922年に大阪市島屋尋常小学校として新設開校した。1925年には高等科を併設している。
さらに地域の人口が増加したため、1930年には従来の校区の一部を、新設の大阪市恩貴島尋常小学校へ分離している。
1941年には国民学校令の施行により、大阪市島屋国民学校へと改称している。
太平洋戦争の戦局悪化を背景に、大阪市の国民学校では1944年以降学童疎開が実施されることになった。集団疎開先は各行政区ごとに指定され、此花区の学校では愛媛県方面への疎開が決まった。
島屋国民学校では伊予郡郡中町・上灘町・北山崎村（いずれも現在の伊予市）へ疎開している。また恩貴島国民学校は喜多郡大洲町・新谷村（以上現在の大洲市）および天神村（現在の内子町）、桜島国民学校は伊予郡南伊予村・郡中町（いずれも現在の伊予市）へそれぞれ疎開した。
太平洋戦争では、此花区一帯が戦災による大きな被害を受けた。1945年6月1日の第二次大阪大空襲では、島屋国民学校の校舎が半焼し、また恩貫島国民学校の校舎が全焼した。さらに同年7月24日の空襲では、桜島国民学校が焼失している。
地域が大きな被害を受けたことにより、終戦直後の1945年11月に恩貴島・桜島の2国民学校児童を島屋校で収容し、翌1946年4月1日付で両校を合併している。
学制改革により、1947年に大阪市立島屋小学校となった。
2010年代に入ると、島屋小学校において児童数の増加が見込まれるようになったため、島屋小学校の通学区域であった春日出南3丁目2番・3番を2011年に大阪市立春日出小学校へ変更した。

### 年表
出典：
- 1922年9月 - 大阪市島屋尋常小学校として開校。
- 1925年4月 - 高等科を併設。大阪市島屋尋常高等小学校に改称。
- 1930年9月 - 校区の一部を、新設の大阪市恩貴島尋常小学校へ分離。
- 1941年4月1日 - 国民学校令により、大阪市島屋国民学校に改称。
- 1944年9月 - 愛媛県伊予郡に集団疎開。
- 1946年4月1日 - 太平洋戦争の戦災により、恩貴島・桜島の2国民学校を合併。
- 1947年4月1日 - 学制改革により、大阪市立島屋小学校に改称。
- 1950年9月3日 - ジェーン台風で校舎浸水被害。
- 1966年4月 - 道徳教育推進校に指定される。
- 1997年1月 - 兵庫県南部地震でプール・校舎等が被災する。
- 2002年4月 - オーストラリアのヒースモント・イースト小学校と姉妹校になる。
- 2011年4月1日 - 春日出南3丁目の一部の通学区域を島屋小学校から大阪市立春日出小学校に変更。

## 通学区域
- 大阪市此花区[3]
  - 島屋1-6丁目、桜島1-3丁目、梅町1-2丁目、北港1-2丁目、常吉1-2丁目、春日出北2-3丁目、春日出中3丁目（1番＜52号・72号～80号＞）、酉島3丁目（15～27番）・4丁目（2番）・5-6丁目

卒業生は大阪市立梅香中学校へ進学する。

## 交通
- JR西日本桜島線（JRゆめ咲線） 安治川口駅 北へ約800m。
- 大阪シティバス81号系統 島屋バス停、北港大橋バス停。